# Toni Gardemeister
Toni Gardemeister (Kouvola, Finlàndia; 31 de març de 1975) és un corredor professional de ral·lis actualment retirat, participant en el Campionat Mundial de Ral·lis organitzat per la Fédération Internationale de l'Automobile.

## Trajectòria
Gardemeister comença a disputar proves de ral·li als anys 90, debutant en una prova del Campionat Mundial de Ral·lis l'any 1996 amb un Opel Astra GSi 16V al Ral·li de Finlàndia.
L'any 1998 s'incorpora a SEAT Sport per disputar la categoria 2 Litres del Campionat Mundial amb un Seat Ibiza Kit Car, aconseguint que la marca catalana s'alçés amb el títol. La temporada següent dona el salt a la màxima categoria amb SEAT i el Seat Cordoba WRC, aconseguint un meritori podi al Ral·li de Nova Zelanda. La temporada 2000, els resultats són més discrets i el quart lloc al Ral·li de Monte-Carlo seria el millor resultat de Gardemeister amb SEAT Sport.
Després del bon treball realitzat a la marca catalana, l'any 2001 disputa un parell de ral·lis amb Peugeot a Monte-Carlo i Suècia, per posteriorment realitzar-ne un parell més amb Mitsubishi Ralliart. Això va atraure Skoda que el va fitxar, corrent amb l'Octavia les temporades 2002 i 2003 i amb el nou Fabia la temporada 2004. Els seus millors resultats amb la marca txeca seran un cinquè lloc al Ral·li de l'Argentina de 2002 i un altre cinquè al Ral·li de Nova Zelanda de 2003.
L'any 2005 va ser fitxat per l'equip Ford WRT, pilotant un Ford Focus WRC oficial, aconseguint quatre podis al llarg de la temporada i finalitzant en quarta posició el Campionat Mundial de Ral·lis.
L'any 2006 i 2007 va córrer per diferents equips privats sense una excessiva continuïtat, retornant a un equip oficla a la temporada 2008 quan fitxa pel Suzuki WRT, on es notà que es tractava d'un equip debutant i on els resultats no van ser els esperats amb un sisé lloc al Ral·li del Japó com a millor resultat.
Després d'un 2009 i 2010 de transició, la temporada 2011 disputa l'Intercontinental Rally Challenge amb un Škoda Fabia S2000 de l'equip TGS Worldwide OU, amb el que acaba en novena posició del campionat. Posteriorment, es retirà de la competició, si bé ha realitzat algun ral·li puntual i ha fet de cotxe de cursa en diverses proves.